# Fritz Anger
Fritz Anger (* 3. Februar 1912 in Berlin; † unbekannt) war ein deutscher Radrennfahrer und nationaler Meister im Radsport.

## Sportliche Laufbahn
1927 wurde er Mitglied im RV Viktoria Berlin und begann mit dem Radsport. 
1942 (mit Karl Wiemer, Hans Neuendorf und Alfred Diedler) und 1943 (mit Karl Wiemer, Hans Neuendorf und Erich Spring) wurde er nationaler Meister in der Mannschaftsverfolgung mit dem RSV Dresdenia Berlin. Auf der Straße gewann er 1934 das Rennen Rund um die Hainleite. Weitere Siege konnte er u. a. bei Berlin–Leipzig, dem Großen Sachsen-Preis, Rund um Halle und Rund um Leipzig erringen.
Nach dem Zweiten Weltkrieg wurde er Berufsfahrer (bei denen er häufig mit Erich Bautz bei Zweier-Mannschaftsrennen antrat) und beendete 1948 seine Laufbahn.

## Berufliches
Anger arbeitete seit 1952 einige Jahre als Betreuer der deutschen Straßen-Nationalmannschaft. In dieser Funktion begleitete er auch 1956 die Mannschaft des BDR zur Internationalen Friedensfahrt, bei der Willy Funke als bester Fahrer seiner Mannschaft 16. im Gesamtklassement wurde.